# 596 Scheila
596 Scheila è un asteroide della fascia principale. Scoperto nel 1906, presenta un'orbita caratterizzata da un semiasse maggiore pari a 2,9287252 UA e da un'eccentricità di 0,1638100, inclinata di 14,65943° rispetto all'eclittica.
Ha un diametro medio di circa 113,34 km.
A partire dall'11 dicembre 2010 ha mostrato segni di attività cometaria piuttosto consistenti pur essendo ancora lontano dal perielio. Lo scopritore Steve Larson, direttore della Catalina Sky Survey ha proposto anche l'ipotesi della collisione con un altro corpo asteroidale per giustificare l'outburst. Si attendono ulteriori indagini spettroscopiche per chiarire la natura del materiale che circonda il corpo asteroidale.
L'asteroide è dedicato ad una conoscente dello scopritore.